# Кшивда (Люблінське воєводство)
Кшивда (пол. Krzywda) — село в Польщі, у гміні Кшивда Луківського повіту Люблінського воєводства.
Населення — 1703 особи (2011).
У 1975-1998 роках село належало до Седлецького воєводства.

## Демографія
Демографічна структура станом на 31 березня 2011 року:
|          | Загалом | Допрацездатний вік | Працездатний вік | Постпрацездатний вік |
| -------- | ------- | ------------------ | ---------------- | -------------------- |
| Чоловіки | 824     | 192                | 570              | 62                   |
| Жінки    | 879     | 211                | 526              | 142                  |
| Разом    | 1703    | 403                | 1096             | 204                  |